# Matchbox (Band)
Matchbox ist eine britische Rockabilly-Band, die 1971 gegründet wurde. Sie gelten neben den Stray Cats als die Väter des Rockabilly-Revivals Mitte/Ende der 1970er Jahre. Neben Rock ’n’ Roll bezog die Band immer wieder pop-orientiertes Songmaterial in ihr Repertoire mit ein.
In den 1980er Jahren gelangen der Gruppe mit Titeln wie Rockabilly Rebel, Midnite Dynamos und Over the Rainbow insgesamt fünf Top 20 Hits. Ihre Single I Want Out (1983) vom Album Crossed Line wurde zusammen mit Kirsty MacColl produziert.

## Bandgeschichte
Die instrumentelle Besetzung der Band blieb durch die Jahre stets ähnlich, aber es fanden mehrmals personelle Änderungen statt. In der Anfangszeit und auf dem ersten Album Riders in the Sky, 1977 bestand die Gruppe noch aus dem Sänger Wiffle Smith, Steve Bloomfield an der Gitarre, dem Pianisten Rusty Lupton, Fred Poke am Bass und dem Schlagzeuger Bob Burgos. Im Folgejahr wurde Smith durch den ehemaligen Sänger der Hellraisers Graham Fenton ersetzt. Lupton schied aus.
Ihren Durchbruch hatte die Band als Begleitung von Bo Diddley und als Support von Carl Perkins. Im Jahr 1979 wurde Matchbox mit dem gleichnamigen Album auch in Deutschland dem breiteren Publikum bekannt. Es erfolgten deutsche Coverversionen von Leinemann und Ted Herold. Die neue Rockabillywelle begann. Neben Bloomfield, Fenton und Poke waren nun die ehemaligen Cruisers Mitglieder Gordon Scott an der Rhythmusgitarre und Jimmy Redhead am Schlagzeug zu hören. Bloomfield setzte jetzt gerne auch die Mandoline ein; für Rockabilly ein eher untypisches Instrument, was für Matchbox durchaus als Markenzeichen verstanden werden kann. 1980 verstärkte der Gitarrist Dick Callan die Besetzung.
Im Jahr 1981 wandelte sich der Musikstil allmählich. Die Alben Flying Colours und Crossed Line tendierten in Richtung Pop. Das letzte Album Going Down Town wurde 1985 schließlich nur noch in Schweden veröffentlicht.
Seit 1995 sind Matchbox wieder in der Besetzung zusammen, in der sie ihre größten Erfolge Anfang der 1980er Jahre feierten, und haben auch ein neues Album veröffentlicht.
Die Band tritt auch heute noch regelmäßig in ganz Europa auf.

## Sonstiges
1980 hatte die Band Lee neben Bill Haley, Crazy Cavan, Freddie Fingers Lee, Ray Campi und den Flying Saucers einen Auftritt in dem Musikdokumentationsfilm Blue Suede Shoes.
Der Name der Band geht auf den gleichnamigen Titel von Carl Perkins zurück und drückt die Reminiszenz an den klassischen Rockabilly-Stil der 1950er Jahre aus. Bis Ende der 1970er Jahre drückte Matchbox diese Verbundenheit auch durch ihren Kleidungsstil und die Frisuren aus; Fred Poke schlingerte, ähnlich wie Lee Rocker bei den Stray Cats, mit einem großen Kontrabass über die Bühne.
Mitte der 1980er Jahre nahm Graham Fenton unter anderem zusammen mit den ehemaligen Matchbox-Mitgliedern Bob Burgos und Ian Terry unter dem Namen Graham Fenton's Matchbox einige Titel auf, die allerdings nicht als offizielle Matchbox-Alben gelten.

## Diskografie

### Studioalben
| Jahr | Titel Musiklabel                  | Höchstplatzierung, Gesamtwochen, AuszeichnungChartplatzierungen (Jahr, Titel, Musiklabel, Platzierungen, Wochen, Auszeichnungen, Anmerkungen) | Höchstplatzierung, Gesamtwochen, AuszeichnungChartplatzierungen (Jahr, Titel, Musiklabel, Platzierungen, Wochen, Auszeichnungen, Anmerkungen) | Anmerkungen                              |
| Jahr | Titel Musiklabel                  | DE | UK | Anmerkungen                              |
| ---- | --------------------------------- | --- | --- | ---------------------------------------- |
| 1976 | Riders In The Sky Rockhouse       | — | — | Erstveröffentlichung: 1976               |
| 1978 | Settin’ The Woods On Fire ACE     | — | — | Erstveröffentlichung: Mai 1978           |
| 1979 | Matchbox Magnet                   | — | UK44 (5 Wo.)UK | Erstveröffentlichung: 12. Oktober 1979   |
| 1980 | Midnite Dynamos Magnet            | DE28 (9 Wo.)DE | UK23 Silber · (9 Wo.)UK | Erstveröffentlichung: 26. September 1980 |
| 1981 | Flying Colours Magnet             | — | — | Erstveröffentlichung: 25. September 1981 |
| 1982 | Crossed Line Magnet               | — | — | Erstveröffentlichung: November 1982      |
| 1985 | Going Down Town Magnum Force      | — | — | Erstveröffentlichung: Oktober 1985       |
| 1990 | Rock the Box Welcome, Musidisc    | — | — | Erstveröffentlichung: 1990               |
| 1990 | I'm Coming Home Welcome, Musidisc | — | — | Erstveröffentlichung: 1990               |
| 1995 | Shades of Gene Pollytone          | — | — | Erstveröffentlichung: 1995               |
| 2006 | Comin’ Home Eigenvertrieb         | — | — | Erstveröffentlichung: Februar 2006       |

### Livealben
- 1990: `Live`
- 2010: Live – Rockin' Bristol in 1978
- 2015: Access All Areas
- 2019: Live – Rockin' Bristol in 2018 40 Years On

### Kompilationen
- 1982: Rokkað með Matchbox
- 1993: Rockabilly Rebels
- 1994: All Time Hits
- 2000: Rockabilly Rebels
- 2001: Four Greatest Hits
- 2003: 26 Original Hits
- 2005: The Platinum Collection
- 2014: The Magnet Records Singles Collection
- 2020: The Albums 1979–82

### Singles
| Jahr | Titel B-Seite                                                                     | Höchstplatzierung, Gesamtwochen, AuszeichnungChartplatzierungen (Jahr, Titel, B-Seite, Platzierungen, Wochen, Auszeichnungen, Anmerkungen) | Höchstplatzierung, Gesamtwochen, AuszeichnungChartplatzierungen (Jahr, Titel, B-Seite, Platzierungen, Wochen, Auszeichnungen, Anmerkungen) | Höchstplatzierung, Gesamtwochen, AuszeichnungChartplatzierungen (Jahr, Titel, B-Seite, Platzierungen, Wochen, Auszeichnungen, Anmerkungen) | Höchstplatzierung, Gesamtwochen, AuszeichnungChartplatzierungen (Jahr, Titel, B-Seite, Platzierungen, Wochen, Auszeichnungen, Anmerkungen) | Anmerkungen                                                                                      |
| Jahr | Titel B-Seite                                                                     | DE | AT | CH | UK | Anmerkungen                                                                                      |
| ---- | --------------------------------------------------------------------------------- | --- | --- | --- | --- | ------------------------------------------------------------------------------------------------ |
| 1975 | Rock ’N’ Roll Band Born To Rock ’N Roll                                           | — | — | — | — | Erstveröffentlichung: 28. Februar 1975 Musiklabel: Dawn                                          |
| 1978 | Rock Rollin’ Boogie Troublesome Bay                                               | — | — | — | — | Erstveröffentlichung: 28. Februar 1978 Musiklabel: Raw                                           |
| 1979 | Black Slacks Mad Rush                                                             | — | — | — | — | Erstveröffentlichung: 20. Juli 1979 Musiklabel: Magnet                                           |
| 1979 | Rockabilly Rebel I Don’t Wanna Boogie Alone                                       | DE17 (29 Wo.)DE | AT12 (8 Wo.)AT | CH9 (5 Wo.)CH | UK18 (12 Wo.)UK | Erstveröffentlichung: 14. September 1979 Musiklabel: Magnet                                      |
| 1979 | Buzz Buzz a Diddle It Everybody Needs A Little Love                               | DE45 (10 Wo.)DE | AT17 (8 Wo.)AT | — | UK22 (8 Wo.)UK | Erstveröffentlichung: 2. Dezember 1979 Musiklabel: Magnet                                        |
| 1980 | Midnite Dynamos Love Is Going Out Of Fashion                                      | DE8 (24 Wo.)DE | AT15 (8 Wo.)AT | CH4 (9 Wo.)CH | UK14 (12 Wo.)UK | Erstveröffentlichung: 25. April 1980 Musiklabel: Magnet Erstauflage mit Scotted Dick auf B-Seite |
| 1980 | When You Ask About Love You’ve Made A Fool Of Me                                  | DE29 (14 Wo.)DE | AT16 (2 Wo.)AT | — | UK4 Silber · (12 Wo.)UK | Erstveröffentlichung: 19. September 1980 Musiklabel: Magnet                                      |
| 1980 | Over the Rainbow – You Belong to Me (Medley) Don’t Break Up The Party / Stay Cool | DE42 (12 Wo.)DE | — | — | UK15 (11 Wo.)UK | Erstveröffentlichung: November 1980 Musiklabel: Magnet                                           |
| 1980 | Please Don’t Touch All The Boys (Love My Baby)                                    | — | — | — | — | Erstveröffentlichung: 1980 Musiklabel: Charley                                                   |
| 1981 | Matchbox Make Like A Rock And Roll                                                | — | — | — | — | Erstveröffentlichung: 24. April 1981 Musiklabel: Bellaphon                                       |
| 1981 | Babe’s in the Wood Tokyo Joe                                                      | DE44 (9 Wo.)DE | — | — | UK46 (6 Wo.)UK | Erstveröffentlichung: 13. März 1981 Musiklabel: Magnet                                           |
| 1981 | Love’s Made a Fool of You Springheel Jack                                         | DE66 (3 Wo.)DE | — | — | UK63 (3 Wo.)UK | Erstveröffentlichung: 10. Juli 1981 Musiklabel: Magnet                                           |
| 1981 | Only Wanna Rock Riders In The Sky                                                 | — | — | — | — | Erstveröffentlichung: 1981 Musiklabel: Bellaphon                                                 |
| 1982 | 24 Hours Anabella’s On Her Way                                                    | — | — | — | — | Erstveröffentlichung: 28. Februar 1982 Musiklabel: Magnet                                        |
| 1982 | One More Saturday Night Rollin‘ On                                                | — | — | — | UK63 (2 Wo.)UK | Erstveröffentlichung: 30. April 1982 Musiklabel: Magnet                                          |
| 1982 | Riding The Night Mad, Bad And Dangerous                                           | — | — | — | — | Erstveröffentlichung: 13. August 1982 Musiklabel: Magnet                                         |
| 1983 | I Want Out Heaven Can Wait                                                        | DE58 (1 Wo.)DE | — | — | — | Erstveröffentlichung: 6. Januar 1983 Musiklabel: Magnet feat. Kirsty MacColl                     |

## Auszeichnungen für Musikverkäufe
| Goldene Schallplatte - Finnland - 1980: für das Album Matchbox - 1980: für das Album Midnite Dynamos |

Anmerkung: Auszeichnungen in Ländern aus den Charttabellen bzw. Chartboxen sind in ebendiesen zu finden.
| Land/RegionAuszeichnungen für Musikverkäufe (Land/Region, Auszeichnungen, Verkäufe, Quellen) | Silber     | Gold     | Platin | Verkäufe | Quellen   |
| -------------------------------------------------------------------------------------------- | ---------- | -------- | ------ | -------- | --------- |
| Finnland (IFPI)                                                                              | —          | 2× Gold2 | —      | 40.000   | ifpi.fi   |
| Vereinigtes Königreich (BPI)                                                                 | 2× Silber2 | —        | —      | 310.000  | bpi.co.uk |
| Insgesamt                                                                                    | 2× Silber2 | 2× Gold2 | —      |          |           |